# Admiraliteit (scouting)
Scouting Nederland heeft alle waterscoutinggroepen in Nederland verdeeld in 23 admiraliteiten. Deze admiraliteiten voeren regionale taken uit, specifiek voor waterscoutinggroepen. Geografisch gezien komen sommige admiraliteiten overeen met een scoutingregio, andere admiraliteiten overlappen juist weer meerdere regio's.

## Opzet van een admiraliteit
Elke admiraliteit kent een bestuur, voorgezeten door een admiraal. Bestuurders en teammedewerkers zijn vrijwilligers, meestal uit de betreffende waterscoutinggroepen. Dit bestuur bereidt het beleid voor en voert het uit, samen met zijn teams. De admiraliteiten worden op landelijk niveau aangestuurd door de Landelijke Admiraliteit.

## Taken van een admiraliteit
Een admiraliteit heeft voorname taken: (de kwaliteit van) het waterscoutingspel en de veiligheid op het water borgen. Dit doet zij door het geven van trainingen en het organiseren van regionale activiteiten, het afnemen van examens en het keuren van materiaal. Voor de laatste twee taken kent de Admiraliteit een Nautisch-Technische Commissie.

## Lijst met admiraliteiten
Scouting Nederland kent de volgende admiraliteiten
- RA1 - Admiraliteit Delfland
- RA2 - Admiraliteit Noord-Holland Noord
- RA3 - Admiraliteit Kennemerland
- RA4 - Admiraliteit Rijnland
- RA5 - Admiraliteit Rond de Amstel en IJ
- RA6 - Admiraliteit van de Maze
- RA7 - Admiraliteit Zeeuwse Stromen
- RA8 - Admiraliteit De Biesbosch
- RA9 - Admiraliteit Lek- en IJsselstreek
- RA10 - Admiraliteit Vechtplassen
- RA11 - Admiraliteit Zuidwal
- RA12 - Admiraliteit Neerlands Midden
- RA13 - Admiraliteit Limburgse en Bergse Maas
- RA14 - Admiraliteit Zuid-Hollandse stromen
- RA15 - Admiraliteit Maas en Waal
- RA16 - Admiraliteit Neder-Rijn
- RA17 - Admiraliteit Midden-IJssel
- RA18 - Admiraliteit De Hanze
- RA19 - Admiraliteit Fryske Marren
- RA20 - Admiraliteit Berend Botje
- RA23 - Admiraliteit Haaks Gronden